# Холопов, Юрий Николаевич
Юрий Николаевич Холо́пов (14 августа 1932, Рязань — 24 апреля 2003, Москва) — советский и российский музыковед и педагог, создатель нового учения о гармонии. Доктор искусствоведения, профессор, заслуженный деятель искусств Российской Федерации (1995), член Европейской Академии. Автор около 800 опубликованных работ, в том числе 10 монографий.

## Биография
После окончания Рязанского областного музыкального училища учился на теоретико-композиторском факультете Московской консерватории (класс И. В. Способина), которую окончил в 1954 году. Служил в ГСВГ. В 1960 году окончил аспирантуру Московской консерватории (класс С. С. Богатырёва). В 1975 году в Московской консерватории защитил кандидатскую диссертацию («Современные черты гармонии Прокофьева»), в 1977 году там же — докторскую («Очерки современной гармонии»). С 1960 года работал на кафедре теории музыки Московской консерватории (с 1983 года — профессор). Основные области научных исследований: теория и история гармонии, теория музыкальной формы, история музыкальной науки (в диапазоне от Аристоксена до Мещанинова).
Похоронен на Троекуровском кладбище.

## Научный и педагогический вклад
Особенно ценны исследования Холопова по гармонии, получившие широкое общественное признание; по его учебникам теоретическая и практическая гармония преподаётся ныне в российских музыкальных вузах. Разработал новые курсы музыковедческих дисциплин «Музыкально-теоретические системы» и «Теория современной композиции».
Научная школа Холопова составляет более 80 человек, это несколько поколений музыковедов самых разных специальностей (в том числе докторов и кандидатов искусствоведения): теоретики, педагогики, историки (в том числе переводчики и комментаторы старинных трактатов), музыкальные критики, фольклористы, философы. Среди них В. Барский, Е. Двоскина, Ю. Евдокимова, Н. Ефимова, М. Карасёва, М. Катунян, Л. Кириллина, С. Курбатская, Т. Кюрегян, С. Лебедев, Г. Лыжов, А. Маклыгин, Р. Насонов, Ю. Паисов, А. Пильгун, Р. Поспелова, С. Савенко, М. Сапонов, Т. Старостина (Базжина), Г. Фёдорова (Бычкова), В. Федотов, В. Ценова, М. Чебуркина, Т. Чередниченко, Е. Коляда, Д. Шульгин, и другие.

## Метод и стиль
Вступив в пору зрелости в 1970-е годы, Холопов столкнулся со специфической формой советского музыкознания, в котором под прикрытием идеологемы «гуманитарного метода» скрывалась описательность, слабое знание источников (особенно современной и старинной музыки) и, как следствие этой «концепции», отсутствие системы чётко определённых терминов и понятий. В попытке реформировать аппарат музыкознания как науки, предложил целый ряд неологизмов (сонор, конкорд, интервальные роды, модализм, текстомузыкальная форма, метрическая экстраполяция, симметричные лады, микрохроматика, суперминор, полиладовость), а также приспособил к морфологии русского языка имеющиеся иноязычные термины (диеса, метабола, энармоника, модальная функция, бар-форма, песенная форма, гестоты и кинумены, реперкуссия, гемиоктава и многие другие). Энергичные попытки Холопова уточнить и согласовать понятийный аппарат науки в 1970-е и частично в 1980-е годы вызывали негативную реакцию старой школы советских музыковедов, обвинявших Холопова в «преклонении» перед немецкой моделью научного знания и даже в «формализме». Некоторые из предложенных Холоповым терминов и понятий не прижились, большинство же его терминологических новаций и уточнений прежде «зыбких» понятий было подхвачено и ныне прочно вошло в обиход русской науки. В качестве нормативных эти термины и понятия зафиксированы в специализированных российских справочниках (прежде всего, в Музыкальной энциклопедии и в Музыкальном энциклопедическом словаре), а также в универсальной Большой российской энциклопедии.

## Этика и эстетика
Холопов радикально расширил пределы аналитического «музыкального материала», который долгие годы был ограничен Новым временем (примерно от Баха до позднего Скрябина) и считался вполне достаточным для задач «советской науки», причём расширение горизонта науки происходило в обе стороны — от античности и средневековья до новейших артефактов музыкального авангарда, как западного, так и русского. По словам Холопова, «главная, подлинная идея музыкознания — понять все этапы развития музыки как целого, ощутить и представить закономерности музыкального искусства как духовной опоры человека как отзвука изначального Творения».
В книге о музыкальной форме (около 2000 года, опубликована в 2006 году) завершает вполне «технический» анализ стихиры «Твоим Крестом» неожиданным этическим обобщением. Старинная русская стихира для него не менее актуальна, чем так называемые «общепризнанные ценности» — например, музыка Шумана или Шопена. Более того, воплощённая в древнерусских распевах «крепость веры» для Холопова — идея, по своей ценности превышающая «человеческое, слишком человеческое» в балладах и скерцо Шопена.
Политические и этические представления Холопова сформулированы им в публикациях последнего десятилетия жизни, например, в статье «Эдисон Денисов и музыка конца века», опубликованной в 1999 году.

## Критика историографии Холопова
В 1982 году опубликовал обширную статью «Изменяющееся и неизменное в эволюции музыкального мышления». Она посвящена, главным образом, рассмотрению переломных (кризисных) периодов в истории западноевропейской музыки, которые «загадочным образом» повторяются через 300 лет: это начало XI века (реформа музыкальной нотации Гвидо Аретинского, результатами которой музыканты пользуются вплоть до наших дней), начало XIV века (установление новой мензуральной ритмики, эпоха описывалась современниками как Ars nova), начало XVII века (так называемое Новое время, падение 1000-летней монодико-ладовой системы и наступление гомофонной эры). К этим многократно описанным историками трём эпохам («трёхсотлетним пластам») Холопов предложил добавить ещё один «крутой поворот», случившийся вновь через 300 лет, а именно в начале XX века, для которого характерны кризис романтической тональности и в целом — поиски нового музыкального языка.
В 2013 году украинский музыковед С. В. Шип опубликовал статью под названием «Ищем логику музыкально-исторического процесса», в которой подверг резкой критике историографические концепции трёх крупных российских музыковедов — С. С. Скребкова, Ю. Н. Холопова и В. И. Мартынова. Согласно его оценке, попытка Холопова выстроить логику изменяющегося и неизменного в музыкально-историческом процессе «потерпела неудачу», наблюдение над 300-летними циклами в западноевропейской истории — неаргументированное «фантастическое положение.. без примеров-иллюстраций», «провокационные псевдо-неопифагорейские выводы о роли числа» в истории звуковысотных систем — «химера», и т. п. При всей этой (и подобной) оглушительной риторике украинский музыковед не предложил собственной, альтернативной Холопову, историографической модели.
В ответ на эту критику К. В. Зенкин в статье «О некоторых методологических особенностях изучения музыки: по следам трудов русских ученых» предложил не называть всю концепцию Холопова «химерой» (как это делает Шип), а «мифом, в который можно верить или не верить». Признанное достижение Холопова — внедрение исторического подхода к изучению гармонии; поэтому рассматривать воззрения на историю музыки Холопова следует не как обособленную концепцию, но непременно в контексте его универсального (охватывающего разные периоды истории) учения о гармонии. Согласно другой точке зрения (Т. С. Кюрегян), статья Холопова «Изменяющееся и неизменное» — это «принципиальная по значимости работа», которая «позволила осознать закономерность и направление в эволюции европейского музыкального мышления».

## Награды и премии
- Заслуженный деятель искусств Российской Федерации (1995)
- Государственная премия РСФСР в области музыкального искусства (1990) — за книгу «Гармония. Теоретический курс»

## Публикации
Автор около 1000 работ по теории, истории, эстетике и философии музыки, из которых опубликовано около 800. Некоторые работы из обширного архива Холопова до сих пор не опубликованы.

### Книги
- (соавтор — В. Н. Холопова) Фортепианные сонаты С. С. Прокофьева. М.: Музгиз, 1961.
- Современные черты гармонии Прокофьева. М.: Музыка, 1967.
- Музыкально-теоретические системы. Программа для музыкальных вузов по специальностям: композиция, музыковедение. М.: Методический кабинет Министерства культуры СССР, 1972 (и переиздания).
- Очерки современной гармонии. М.: Музыка, 1974.
- Задания по гармонии. Учебное пособие для студентов композиторских отделений музыкальных вузов. М.: Музыка, 1983.
- (соавтор — В. Н. Холопова). Антон Веберн. Жизнь и творчество [Т. 1] [1973] М.: Советский композитор, 1984; Berlin, 1989 (на нем. яз.); Milano,1990 (на итал. яз.).
- Гармония. Теоретический курс. Учебник для студентов историко-теоретических отделений музыкальных вузов. М.: Музыка, 1988; 2-е дополненное издание. СПб.: Лань, 2003.
- (соавтор — В. С. Ценова) Эдисон Денисов. М.: Композитор, 1993; Amsterdam: Harwood Academic Publishers, 1995 (на англ. яз.).
- Гармонический анализ. Часть 1. М.: Музыка, 1996; Часть 2. М.: Музыка, 2001; Часть 3. М.: Музыка, 2009.
- (соавтор — С. А. Курбатская) Пьер Булез. Эдисон Денисов. Аналитические очерки. М.: ТЦ Сфера, 1998.
- Музыка Веберна [Т. 2] [1975] М.: Композитор, 1999 (в соавторстве с В. Н. Холоповой).
- Edison Denisov — the Russian Voice in European New Music. Berlin: Verlag Ernst Kuhn, 2002.
- Современная гармония: Программа курса и методическое пособие по специальности «Теория музыки». М.: Научно-методический центр по художественному образованию Министерства культуры РФ, 2002.
- Гармония. Практический курс. Часть 1: Гармония эпохи барокко. Гармония эпохи венских классиков. Гармония эпохи романтизма. Часть 2: Гармония XX века. М.: Композитор, 2003; 2-е изд., исправленное и дополненное. М.: Композитор, 2005.
- Музыкально-теоретическая система Хайнриха Шенкера. М.: Композитор, 2006.
- (в соавторстве с учениками) Музыкально-теоретические системы: Учебник / Под ред. Т. Кюрегян и В. Ценовой. М.: Композитор, 2006.
- Введение в музыкальную форму. Под ред. Т. С. Кюрегян и В. С. Ценовой. М.: Моск. консерватория им. Чайковского, 2006.
- Музыкальные формы (учебное пособие) // Музыкальные формы классической традиции / Редактор-составитель Т. С. Кюрегян. Москва: Московская консерватория, 2012. С.15–252.
- Музыкальные формы классической традиции. Статьи, материалы // Редактор-составитель Т. С. Кюрегян. Москва: Московская консерватория, 2012. 564 с. ISBN 978-5-89598-277-8.
- О принципах композиции старинной музыки. Статьи, материалы // Редактор-составитель Т. С. Кюрегян. Москва: Московская консерватория, 2015. 520 с. ISBN 978-5-89598-308-9.

### Статьи (выборка)
- Симметричные лады в теоретических системах Яворского и Мессиана (1965)
- О трех зарубежных системах гармонии (1966)
- Концертная форма у Баха (1968)
- Канон. Генезис и ранние этапы развития (1975)
- Модальная гармония: Модальность как тип гармонической структуры (1975)
- Изменяющееся и неизменное в эволюции музыкального мышления (1977)
- Мусоргский как композитор XX века (1986)
- Инициатор: о жизни и музыке Андрея Волконского (1991)
- Гексаих — ладовая система древнерусской монодии (1998)
- Месса (из учебного пособия «Григорианский хорал»; 1998)
- Практические рекомендации к определению лада в старинной музыке (1999)
- Категории лада и тональности в музыке Палестрины (2002)
- Новые парадигмы музыкальной эстетики XX века (2003)
- О сущности музыки (2003), последняя статья Ю. Н. Холопова

## Семья
- Холопова, Валентина Николаевна — сестра, автор курса и методик преподавания теории музыкального содержания.